# 池田政良
池田 政良（いけだ まさよし）は、江戸時代中期の備中国生坂藩の世嗣。

## 略歴
幕府の公式記録では4代藩主・池田政弼の長男、母は高崎氏とされているが、池田氏系譜によれば3代藩主池田政員の長男である。幼名は豊之助。
実父の死去時には幼少であり、叔父・政弼の藩主就任に伴い、弟の秀次郎と共に政弼の子として届出がなされた。安永元年（1772年）に政弼の世嗣となったが、家督を相続することなく安永3年（1774年）に16歳で死去した。
代わって、翌安永4年（1775年）に生まれた政弼の実子（公式には政良の四弟）・政房が嫡子となった。